# 1998 WC6
1998 WC6 är en asteroid i huvudbältet som upptäcktes den 18 november 1998 av de båda japanska astronomerna Seiji Ueda och Hiroshi Kaneda i Kushiro.
Asteroiden har en diameter på ungefär 3 kilometer.